# Сарсеново
Сарсе́ново (каз. Сәрсен) — село у складі Теректинського району Західноказахстанської області Казахстану. Входить до складу Богдановського сільського округу.
У радянські часи село називалось Карамбай.
Населення — 49 осіб (2021; 141 у 2009, 276 у 1999, 249 у 1989).